# Selektiv overflade
Anvendelse af en selektiv overflade, selektiv belægning eller selektiv absorber er en metode til øge solvarmepanelers arbejdstemperatur og/eller effektivitet. Selektiviteten er defineret som forholdstallet mellem solindstrålings-absorptionen (alpha) – og Termisk-IR-strålings-emission (epsilon).
Selektive overflader drager nytte af forskellen mellem solindstrålingens og den termiske infrarøde strålings forskellige bølgelængdeintervaller:
- Solindstrålingen eller sollyset omfatter hovedsageligt bølgelængdeintervallet 350 nm...4.000 nm; UV-A, synligt og NIR – eller IR-A plus IR-B)).
- Termisk infrarød stråling, fra materialer med temperaturer ca. i temperaturintervallet -40..100 °C, omfatter hovedsageligt bølgelængdeintervallet 4.000 nm...40.000 nm = 4 um...40 um; Det termiske infrarøde strålingsinterval bliver benævnt: MIR, LWIR eller IR-C.

## Selektive materialer
Normalt anvendes en kombination af materialer. En af de første undersøgte selektive overflader var kobber med et lag af sort kobber(II)oxid. Sort krom nikkel-plateret kobber er en anden selektiv overflade som er meget holdbar, resistant overfor fugtighed eller oxiderende atmosfære og ekstreme temperaturer samtidig med at beholde sine selektive egenskaber – men er dyrt. En anden kombination består af stål plateret med guld, silicium og siliciumdioxid.
Selvom almindelig sort maling har høj solstrålingsabsorbtion, har den også høj termisk emission – og derfor er dens selektivitet lav. Så almindelig sort maling bliver ikke betragtet som værende en ægte "selektiv overflade".
Typiske selektive overflade værdier kan være 0,90 solstrålingsabsorbtion og 0,10 termisk emission, men kan være i intervallet 0,8/0,3 for maling på metal til 0,96/0,05 for kommercielle overflader – og termiske emissioner så lave som 0,02 er blevet opnået i laboratorier.

## Andre selektive overflader
Der eksisterer andre selektive overflader som normalt ikke anvendes på solvarmepaneler. F.eks. energiglas lav-emissionsoverflader anvendt i energivinduer, som reflekterer termisk stråling og har en høj transmittansfaktor (f.eks. er transparent) for synligt lys.
Der er blevet lavet en selektiv overflade, som holder overfladen 9 F [=5 °C] koldere end omgivelsestemperaturen om dagen. Overfladematerialet er gennemsigtigt overfor termisk-IR og reflekterende overfor sollys.